# 都市計画用語
都市計画用語（としけいかくようご）は、都市計画に関係する用語。

## あ行
- 明日の田園都市
- アーバンデザイナー
- アーバンデザイン
- アーバンプランナー
- アーバンビレッジ
- アテネ憲章
- アディケス法
- アメリカ合衆国の主な都市圏人口の順位
- アメリカの首都圏
- アメリカ合衆国小都市統計地域・アメリカ合衆国大都市統計地域
- アメリカ合衆国都市的地域（アメリカ合衆国都市的地域の一覧
- 尼崎21世紀の森
- 1811年委員会計画
- 1916年区画整備決議
- イタリアの地方行政区画
- イギリスのタワー・ブロック
- インフラストラクチャー
- インスラ
- 医学を基礎とするまちづくり
- 石川賞
- ウォーターフロント
- 運動公園
- 駅前広場
- エリアマネジメント
- オルドス100
- オッピドゥム

## か行
- 開発行為
- 学園町
- ガーデンシティ
- ガーデンサバーブ
- 環境アセスメント
- 仮換地
- 換地
- カステッロ・プラン
- カイサリア
- カストラ
- カルド・マクシムス
- 街園
- 環境芸術学会
- 環境センター
- 官庁集中計画
- 既存宅地確認制度
- 業務核都市
- 銀座煉瓦街
- 救貧院 (アルムスハウス)・救貧院 (プアハウス)
- クルドサック (Cul-de-sac, Sackgasse)
- 方格設計 グリッドプラン
- 区画整理促進機構
- 国立マンション訴訟
- くまもとアートポリス
- 空間整序法
- 建設法典
- 景観法
- 建築行為
- 建築線
- 建設コンサルタント
- 建築研究所
- 減歩
- 国土計画
- 計画支援システム
- 都市地域計画国際協会 国際都市および地域計画者協会
- 公開空地
- 公営住宅
- 工業整備特別地域
- 国家公開討論委員会
- 国際観光文化都市
- 国際観光温泉文化都市
- 国土形成計画
- 御用火事
- 合同統計地域
- 公園都市
- コアベース統計地域
- コンパクトシティ
- コムーネ（コムーネ一覧）
- コーディチェ・カタスターレ
- コーポラティブハウス
- コレクティブハウス

## さ行
- 再開発
- 再開発コンサルタント
- 再開発プランナー
- サンクチュアリー・ハウジング
- サービス付き高齢者向け住宅
- 市街化区域
- 市街化調整区域
- 斜線制限
- 市街化区域
- 市街化調整区域
- 市街化調整区域非賃貸建物問題
- 市区改正
- 自転車歩行者道
- シビックコア
- シビル・ミニマム
- ジードルング
- 社会資本整備審議会
- 住居表示
- 住宅開発庁
- 集合住宅
- 住宅団地
- 住宅地
- 社宅
- 首都機能移転
- 首都機能移転候補都市
- 首都圏整備計画
- 準防火地域
- 準都市計画区域
- 生涯活躍のまち
- 城下町
- 条坊制
- シムシティシリーズ
- 城中村
- 条里制
- 人口集中地区
- 人工島
- 新興工業都市
- 新産業都市
- 新全国総合開発計画
- 住まい・まちづくり活動推進協議会
- スプロール現象
- セットバック (土地利用)　後退
- 世界で最も居住に適した都市
- 全国市街地再開発協会
- 全国総合開発計画
- 第三次全国総合開発計画
- 全国町並み保存連盟
- 先端医療開発特区
- ゾーニング
- 総合公園
- 総合設計制度
- 促進区域
- 測量・測量業

## た行
- 団地
- 大深度地下
- タウンプロデューサー
- タウンマネージメント機関
- タウンマネージャー
- タウンハウス
- ダコタ・ハウス
- 炭鉱住宅
- 宅地
- 宅地開発設計
- 大ロンドン計画
- 駐車場案内システム
- 地域地区
- 地区計画
- 地域熱供給
- 地理情報システム （GIS）
- DID→人口集中地区
- 田園都市
- テラスハウス
- ディズニーランダゼイション
- テクノポリス
- デクマヌス・マクシムス
- 低家賃住宅
- 天正の地割
- 特別用途地区
- 土地区画整理事業
- 土地収用
- 特定工作物
- 特例容積率適用地区
- 都心等拠点地区
- 土地活用モデル大賞
- 富山県の総合開発計画
- 都市
- 都市計画
- 都市計画家
- 都市計画区域
- 都市計画図
- 都市計画道路
- 都市計画法
- 都市計画マスタープラン
- 都市施設
- 都市再開発
- 都市的地域
- 都市計画協会
- 都市計画区域
- 都市計画地方委員会
- 都市計画マスタープラン
- 都市工学
- 都市工学科
- 都市工学科 都市交通工学
- 都市高速鉄道
- 都市再生緊急整備地域
- 都市再生特別地区
- 都市再生ファンド
- 都市再生本部
- 都市農業
- 都市美
- 同心円モデル 同心ゾーンモデル

## な行
- 長屋
- 名古屋市都市景観重要建築物等
- 二行八門制
- 21世紀の国土のグランドデザイン
- 日本都市計画学会
- 日本のニュータウン
- 日本の妖怪街おこし
- 日本万国博覧会
- ニューアーバニズム
- ニュータウン
- 熱供給事業・熱供給事業法
- 農業振興地域

## は行
- パタン・ランゲージ
- 花と緑・光と水懇話会
- バスティッド (都市)
- パリ改造
- パリの歴史軸
- パリ都市研究所
- 日影規制
- 広場
- 100m道路
- 火除地
- 副都心
- ブロックバスティング
- ファシリテーター
- 風致公園
- 普請
- フォルム
- フルシチョフカ
- 閉鎖都市
- 北京市規劃展覧館
- 防火地域
- 防災まちづくり
- 歩行者空間 歩行者ゾーン

## ま行
- まちづくり
- まちづくり専門家
- マンハッタン化
- マクデブルク法
- マナウスフリーゾーン
- マンション
- マンション建替え
- マスターズマンション
- まちづくり3法
- 街づくり区画整理協会
- まちづくり専門家
- まちづくり福井
- まちづくりリーダー
- 町並み保存
- 街並み誘導型地区計画
- 町割
- 未利用地
- 向島学会
- むつ小川原開発計画
- メゾネット
- 杜の都
- モデル村

## や行
- 屋敷林
- ユビキタス特区
- 用途地域

## ら行
- ランドスケープ
- ランドスケープ・プロジェクトマネージャー
- ランドスケープコンサルタント
- ランドマーク
- 立体道路制度
- 東京緑地計画
- 緑地地域
- 緑地保全地域
- 緑農住区
- 連担建築物設計制度
- 路地
- ローマ都市一覧 ローマ都市

## わ行
- ワークショップ